# جزيرة تيغا الجنوبية
جزيرة تيغا الجنوبية وهي جزيرة من جزر إندونيسيا، وتقع مقاطعة كوتاي كارتانيغارا في إقليم كالمنتان الشرقية في إندونيسيا.